# Métiers de l'audiovisuel
 (mars 2024).
Cet article présente les métiers du cinéma et de l'audiovisuel (voir aussi l'article Cinéma et vidéo amateurs). Les professionnels du cinéma sont les employés des sociétés de production audiovisuelle qui assurent la réalisation de films, de téléfilms, de vidéos d'entreprise, de reportages ou de programmes télévisés.
En France, les ouvriers, les techniciens, les réalisateurs et artistes interprètes du film, sont pour leur très grande majorité recrutés sous contrat à durée déterminée dit d'usage, dès lors qu'ils sont engagés en vue de la réalisation d'une œuvre, celui-ci prenant fin avec la réalisation de l'objet du contrat. Cet engagement sous contrat à durée déterminée d'objet classe ces salariés de la catégorie dénommée communément intermittents du spectacle. Cet article contient aussi une liste des métiers de l'animation japonaise avec une description des fonctions de chaque métier,.
Les producteurs font appel, suivant les exigences de la réalisation des films, à des équipes d'ouvriers, de techniciens cadres et non cadres, certains étant qualifiés "collaborateurs de création" (machinistes, opérateurs et chefs opérateurs image et son, régisseurs…), sans oublier l'administration du film (directeurs de production…). La convention collective de la production cinématographique et de films publicitaires, les classe selon les différentes branches de métiers : réalisation, administration, régie, image, son, costumes, maquillage, coiffure, décoration, montage, mixage, collaborateurs techniques spécialisés, machinistes de prise de vues, électriciens de prise de vues, construction de décors.

## Producteur
Le producteur de cinéma choisit les projets et réalisateurs avec lesquels il souhaite travailler. Il accompagne et épaule le réalisateur dans les choix artistiques importants du film (scénario, casting, montage, etc.) ainsi que dans toutes les étapes de la fabrication d'un film.
Le producteur délégué () peut être considéré comme la personne la plus importante de la production. C'est à lui de gérer les budgets, les fonds, les paies, ainsi que tous les désagréments au cours d'une production. Le producteur agit en tant que superviseur de l'équipe d'animation.
L'assistant de production () est chargé du respect des délais imposés ainsi que de l'équipe. Il est le garant d'une production réussie.
Il réunit les éléments financiers, juridiques et administratifs nécessaires à la réalisation du film. Il est en général le représentant d'une société de production.
Le producteur est représenté sur le tournage par le directeur de production, lequel négocie et met en œuvre les moyens techniques et humains pour mener à bien le tournage dans le cadre du budget fixé. Au quotidien, c'est le directeur de production qui est présent sur le tournage et représente la production.
- directeur de production
- secrétaire de production
- administrateur de production
- chargé de production
- assistant de production
- Liste de sociétés de production de cinéma françaises
- Liste de sociétés de production de cinéma américaines

## Scénariste
Le scénariste d'un film écrit  le scénario. Cela peut être une fiction de long métrage ou de court métrage,ou une série. Il assume généralement de nos jours la fonction de dialoguiste. Souvent, il invente la totalité de l'histoire. Il peut travailler à partir d'un livre et en faire une adaptation : il fait alors acheter une option sur les droits de l'œuvre par le producteur ou rarement en France par le réalisateur.
Comme c'est un travail complexe qui demande une bonne connaissance de la dramaturgie, les scénaristes travaillent parfois à plusieurs pour stimuler leur imagination. Les scénaristes peuvent faire appel à des documentalistes, par exemple dans le cas d'un film à contexte historique. Un scénario peut aussi être spécialement adapté pour un acteur/actrice préalablement pressenti afin d'en interpréter le premier rôle.
En France le réalisateur du film est souvent associé au scénariste ; parfois, héritage de Jean Renoir, Marcel Pagnol, Sacha Guitry et de la Nouvelle Vague, il est le seul scénariste.
Au Japon, il s'agit d'un scénarimagiste (絵コンテ, ekontu), aussi appelé storyboarder, qui s'occupe de créer la continuité visuelle de l'histoire à partir du scénario (parfois, le scénarimage se passe de scénario). Il s'agit de dessiner chaque plan de l'épisode (composition souvent non-définitive) et d'y représenter les mouvements dans le plan, les mouvements de caméra, d'y annoter la durée du plan, d'y décrire les actions pour la clarté, d'y inscrire les dialogues…

## Réalisateur
Le réalisateur d'un film est rémunéré par une société de production qui a accepté de produire le film ou qui l'a engagé dans ce but.
Il assure la responsabilité d'ensemble de la création artistique du film. C'est lui qui, à l'instar d'un architecte, a l'idée générale du projet.
Très souvent, le réalisateur a un style et un univers spécifiques. C'est quelquefois en fonction de ses films précédents qu'un producteur choisit tel ou tel réalisateur.
C'est le réalisateur qui détermine à l'avance, la façon dont le récit est « découpé » en plans, quels types de plans, quels éclairages, quels rythmes il adopte.
- Aux États-Unis, en revanche, le travail du réalisateur est soumis à l'appréciation du producteur qui, par contrat et définition, a la haute main sur le final cut. Peu de réalisateurs possèdent le choix final du montage de leur film. Les réalisateurs mécontents de l'intervention du producteur, le signent du pseudonyme Alan Smithee.

Sur le plateau de tournage, le réalisateur dirige le jeu des comédiens. Il est entouré de chefs de poste, qui sont le directeur de la photographie, l'assistant réalisateur (1er assistant réalisateur, 2e assistant réalisateur). En postproduction, il travaille avec le monteur, puis le mixeur.
Le réalisateur d'épisode (演出家, enshutsuka), aussi appelé metteur en scène ou directeur d'épisode (de l'anglais director), est un rôle de supervision à l'échelle d'un épisode d'une série. Il doit assurer la coordination des différents départements artistiques et techniques impliqués dans la production de l'épisode. C'est, pour simplifier et comme le titre l'indique, plus ou moins le rôle du réalisateur mais concentré sur un épisode particulier.

## Acteur
- Un acteur est un artiste qui interprète un personnage dans un film. En plus de l'interprétation proprement dite, un acteur peut aussi danser ou chanter, selon les besoins de son rôle. Il peut aussi se contenter de donner sa voix aux personnages en cas de doublage d'un film version originale ou pour les films d'animation. Il peut être remplacé par une doublure pour les essais lumières ou une scène de nu ou par un cascadeur en cas de danger ou d'efforts physiques trop intense.
- Un figurant, ou acteur de complément, se trouve en arrière-plan du film, dessinant parfois une silhouette, il n'a pas de texte à dire, à ne pas confondre donc avec un petit rôle qui n'apparaît que durant un court instant mais au premier plan de l'histoire et avec quelques lignes de texte.

## Doublageetsous-titrage
Quelle que soit la forme qu’elle revêt, la traduction ou l’adaptation audiovisuelle est le seul moyen de diffuser une œuvre en France. C’est elle qui détermine la façon dont les spectateurs et les téléspectateurs perçoivent un programme étranger.
Les auteurs de doublage rédigent le texte que liront ensuite les comédiens de doublage. Les auteurs de sous-titrage écrivent les sous-titres qui apparaîtront pendant la diffusion d'un programme en version originale (VO). Sous-titreur pour sourds et malentendants.
Le comédien de doublage (声優, seiyū) prête sa voix au personnage qu'il incarne dans l'anime. Certains comédiens de doublage renommés sont parmi les têtes d'affiches d'un anime. En effet, ces derniers sont en quelque sorte l'équivalent de stars hollywoodiennes. Leur activité ne se résume pas au doublage, mais peut se diversifier dans des rôles d'acteur de cinéma ou de séries, dans le chant, puis enfin ils peuvent être invités dans des talk-shows et autre émissions télévisées grâce à leur bonne image publique : ils sont au Japon ce qu'on appelle des idols. Les comédiens de doublage sont recrutés par l'ingénieur du son[réf. souhaitée], ils doivent arriver à synchroniser leur dialogue avec l'image.

## Animation
Le chef-animateur (作画監督, sakuga kantoku), parfois appelé superviseur de l'animation, est chargé de l'homogénéité de l'animation à travers l'œuvre. Son travail consiste entre autres à corriger les visages des différents personnages, ceux-ci étant dessinés par des animateurs différents et possédant leur trait propre, même s'il est de leur devoir d'imiter au mieux la fiche fournie par le concepteur des personnages. Il s'agit d'un des postes les plus demandant en temps et en effort, le devoir étant aussi de corriger toutes les erreurs faites par les animateurs débutants.
L'animateur-clé (原画, genga), aussi appelé key animator, est celui qui imagine et dessine le mouvement de l'animation. Pour ce faire, il utilise généralement la méthode pose-à-pose (en), qui consiste à dessiner les poses-clés d'une action (d'où le nom d'animateur-clé), c'est-à-dire le minimum requis pour rendre l'action qu'il souhaite représenter lisible. L'intervalliste complétera ensuite le mouvement en comblant les trous. Néanmoins, l'animateur-clé peut aller plus loin dans son exercice et l'expression « minimum requis » est vague et trompeuse. Dans les faits, il faudra détailler un minimum, ce qui implique de multiplier les dessins, pour transmettre sa vision au prochain artiste sans qu'elle finisse dénaturée. L'animateur-clé est payé au plan (カット, cut) et, selon Peter Chung, l'extrême basse était de 2000 yen par plan en 2007, mais cela peut monter beaucoup plus haut. Il semble que le montant de la paie reste constant sur une production, un animateur-clé sera donc payé la même chose qu'il œuvre sur un plan d'une seconde ou de dix secondes, la solution pour rentrer dans ses frais étant de travailler sur des plans de durées différentes. Cependant, certains artistes talentueux, singuliers ou de confiance peuvent avoir des tarifs préférentiels. Depuis les années 2000, l'industrie de l'animation japonaise s'est inspirée du modèle américain et a commencé à diviser le poste d'animateur-clé en deux sous-fonctions. Ainsi, le premier s'occupera principalement de la qualité du mouvement, pouvant alors se contenter d'un croquis peu détaillé pour représenter la pose, tandis que le second se concentrera sur le détail du personnage en calquant la pose. Cette division permet à des animateurs avec un style et une qualité de mouvement singuliers de s'atteler à plus de plans, pendant qu'un autre, peut-être plus qualifié pour cette deuxième tâche, s'occupe d'un dessin plus propre. Cela revient plus ou moins à la division des tâches entre le modeleur et l'animateur en 3D, où l'animateur peut se consacrer exclusivement au mouvement et au jeu d'acteur pendant que le modeleur sculpte les personnages, tandis qu'en animation 2D, la phase de création du mouvement est constamment interrompue par la phase d'illustration.
L'intervalliste (動画, dōga), aussi appelé in-betweener, crée les dessins intermédiaires à ceux de l'animateur-clé, dans le but de rendre l'animation plus fluide. Son rôle est également de mettre au propre le trait de l'animateur-clé, et de ses propres dessins. Il ne doit normalement subsister aucune ligne non-fermée, afin que le travail du coloriste soit simplifié. Il s'agit généralement de la porte d'entrée dans l'industrie de l'animation japonaise, l'ambition générale étant de gravir les échelons à partir de ce poste. Néanmoins, certains intervallistes se spécialisent dans ce rôle. La paie est au dessin et se situe en moyenne autour de 200 yen l'unité. Selon JAniCA (en), en 2015, le salaire moyen annuel pour un intervalliste était de 1,11 million de yen, soit environ 9 000 € l'année.

## Distributeur
Un distributeur acquiert du producteur les droits d'exploitation du film pour une durée et un territoire donnés. On distingue 4 types d'exploitations possibles (et cumulables) pour un film et qui décline les différentes professions de la distribution :
L'exploitation des droits cinématographiques (faisant suite à la signature d'un mandat d'exploitation cinématographique entre un producteur ou un vendeur international et un distributeur) :
- le distributeur programme le film auprès des salles de cinéma sur un territoire précis. Il négocie les meilleures conditions d'exposition : durée à l'affiche, nombre de séances par jour, horaires des séances. Il assure l'avance des frais de tirage des copies, de manipulation (duplication), l'expédition des copies et du matériel publicitaire (affiches, bande-annonce, flyers…) ;
- le responsable acquisition est à la veille de nouveaux projets. Cette fonction consiste à choisir les nouveaux films à ajouter au catalogue du distributeur ;

L'exploitation internationale (faisant suite à la signature d'un mandat d'exploitation internationale entre un producteur et un vendeur international) : 
- le coordinateur festival négocie les droits de projection avec les festivals de cinéma et assure également le service du matériel de projection et promotionnel ;
- le vendeur international (aussi appelé "sales agent" ou "exportateur cinématographique") acquiert les droits d'exploitation internationale du film. Il a pour charge la re-vente de ces droits d'exploitation. Il travaille sur les marchés du film, en parallèle des grands festivals de cinéma (Rencontres uni, France de Paris, European Film Market de Berlin, Marché du Film à Cannes, Marché du film de Toronto, Marché du film de Busan…) ;

L'exploitation vidéographique (faisant suite à la signature d'un mandat d'exploitation vidéographique entre un producteur et un éditeur). L’agrégateur de droits VOD, le manager de plateforme VOD, l'éditeur DVD exploitent les différents types de droits vidéographiques (DVD, VOD, SVOD…).
L'exploitation télévisuelle (faisant suite à la signature d'un mandat d'exploitation télévisuelle entre un producteur et une chaîne de télévision) :
- le responsable des acquisitions télévisuelles. Celui-ci peut être spécialisé dans les documentaires, dans les longs, les moyens ou les courts métrages de cinéma, dans les téléfilms ;
- le conseiller de programmes (ou conseiller artistique) est chargé de rechercher pour proposer des programmes et d’en assurer le suivi de fabrication, de leur conception à leur diffusion, aux niveaux artistique, technique, budgétaire, marketing et juridique. Il travaille dans le cadre d’une ligne éditoriale établie par la chaîne de télévision [12].

## Exploitant
L’exploitant de salle(s) de cinéma est la personne responsable de l'exploitation cinématographique dans une salle de cinéma. Il gère la programmation de ses salles, la relation avec ses spectateurs et l'encaissement des recettes.
La convention collective nationale de l'exploitation cinématographique distingue différents métiers :
- Directeur d'exploitation
- Directeur technique
- Technicien de maintenance
- Chef d'équipe
- projectionniste

## Techniciens et ouvriers
- Scripte
- Régie : régisseur général, régisseur adjoint, assistant régisseur adjoint.

- Image (prise de vues cinématographique) :
  - chef opérateur de prise de vues (ou directeur de la photographie)
  - cadreur (ou opérateur, ou cameraman)
  - 1er assistant opérateur
  - 2e assistant opérateur
  - opérateur steadicam
  - photographe de plateau
  - Ingénieur de la vision
  - Le directeur de la photographie (撮影監, satsuei kantoku?) est chargé de mettre en U mouvements les différents celluloïds fixes. Il prend aussi en charge le traitement de l'image ainsi que les différents effets numériques. Il est l'élément final de la création d'un anime.
  - Le directeur artistique (美術監督, b8ijutsu kantoku?), aussi appelé chef-décorateur, s'occupe entre autres de la conception des décors.
  - Le responsable des couleursTerminologie à vérifier (色彩設計, shikisai sekkei?) est chargé de la colorisation, ainsi il peint les personnages, les décors, etc.
  - Le concepteur des personnages (キャラクターデザイン, kyarakutā dezain?), aussi appelé character designer.
  - Le concepteur des objets mécaniquesTerminologie à vérifier (メカデザイン, mMeka dezain?), aussi appelé mechanical designer.

- Son :
  - chef-opérateur du son ou ingénieur du son est le responsable de tout ce qui touche de près ou de loin au son. Que ce soit superviser les bruitages, la musique, ou le plus important les doubleurs.
  - perchman (ou assistant son, parfois perchiste)
  - Le compositeur (作曲者, sakkyokusha?) crée des pistes musicales pour l'œuvre.

- Décor :
  - chef décorateur
  - ensemblier
  - accessoiriste

- HMC (habillage, maquillage, coiffure) :
  - maquilleur
  - costumier et habilleuse
  - coiffeur

- Post production :
  - chef monteur ou monteur
  - monteur son
  - mixeur
  - étalonneur
  - directeur de postproduction
  - bruiteur (le bruiteur n'a pas le statut de technicien mais il est affilié à celui de comédien).

- Exploitation :
  - Directeur de l'exploitation
  - Directeur technique
  - Technicien de maintenance
  - Chef d'équipe
  - projectionniste

- Autres :
  - cascadeur.

- chef électricien, électricien, groupman.
- chef machiniste, machiniste.
- chef constructeur, menuisier traceur, constructeur, serrurier.
- chef peintre, peintre patineur, peintre en découverte.
- tapissier.
- chef staffeur, sculpteur, staffeur.

## Liste alphabétique des métiers du cinéma
- Accessoiriste
- Acteur
- Administrateur de production
- Animateur 2D/3D
- Assistant de production
- Assistant monteur
- Assistant réalisateur et 2e assistant réalisateur
- Bruiteur
- Cadreur ou opérateur de prise de vues
- Cantinier
- Cascadeur
- Chargé de production
- Chef-électricien et électricien
- Chef-machiniste et machiniste
- Chef-opérateur du son ou Ingénieur du son
- Chef d'équipe
- Directeur de la photographie ou Chef-opérateur de prise de vues
- Conseiller des programmes
- Conseiller technique
- Coiffeur
- Coordinateur d'intimité
- Costumier
- Chef décorateur
- Dialoguiste
- Directeur artistique
- Directeur de casting
- Directeur de production
- Directeur de postproduction ou Superviseur de postproduction
- Directeur technique
- Distributeur
- Éditeur DVD ou VOD
- Étalonneur
- Exploitant de salle de cinéma
- Figurant
- Groupman
- Habilleuse
- Ingénieur
- Ingénieur de la vision pour le cinéma et les films de télévision
- Maquilleur
- Mixeur
- Monteur ou Chef-monteur
- Monteur son
- Musicien de film
- Opérateur Steadicam ou steadicameur
- Perchman
- Photographe de plateau
- Premier assistant opérateur ou pointeur et 2e assistant opérateur
- Producteur
- Projectionniste
- Réalisateur
- Régisseur général
- Responsable du doublage
- Responsable technique
- Scénariste
- Scripte
- Technicien de maintenance
- Truqueur
- Ventouseur
- Vendeur international

## Formations aux métiers du cinéma
- Catégorie:École de cinéma
- Formation audiovisuelle